# بطولة العالم للسامبو
بطولة العالم للسامبو (بالإنجليزية: World Sambo Championships)‏ هي البطولات الرئيسية في قتال السامبو التي نظمها الاتحاد الدولي لسامبو.